# Kalkanlı
Kalkanlı (kurdisch: Pargesor oder Pargasûr ) ist ein Dorf im Landkreis Yayladere der türkischen Provinz Bingöl. Die Ortschaft  liegt in Ostanatolien 15 km südwestlich von Yayladere am Unterlauf des Peri Çayı, auf dem Weg von Doğucak nach Dalbasan.
Der frühere Name lautete Pargesor. Dieser Name ist auch als „Pargasor“ im Grundbuch verzeichnet. Im Jahre 1973 wurden 436 Einwohner gezählt, im Jahre 2000 waren es noch 75 Menschen. Am Ende des Jahres 2015 zählte man mit 150 die höchste Einwohnerzahl seit 2007.
In der Nähe von Kalkanlı gibt es Höhlen, die mit Steinmetzarbeiten geschmückt sind.